# خوزه آگیلار (بوکسور)
خوزه آگیلار (اسپانیایی: José Aguilar‎; ۱۹ دسامبر ۱۹۵۸ – ۴ آوریل ۲۰۱۴) بوکسور اهل کوبا بود.